# Brevicellicium viridulum
Brevicellicium viridulum är en svampart som först beskrevs av Erast Parmasto, och fick sitt nu gällande namn av K.H. Larss. & Hjortstam 1978. Brevicellicium viridulum ingår i släktet Brevicellicium och familjen Hydnodontaceae.   Inga underarter finns listade i Catalogue of Life.